# جايسون ميرفي
جايسون ميرفي (بالإنجليزية: Jason Murphy)‏ هو لاعب كرة قدم أمريكية أمريكي، ولد في 7 أغسطس 1982.

## وصلات خارجية
- جايسون ميرفي على موقع مرجع كرة القدم المحترفة.كوم (الإنجليزية)